# Doctor Who (11.ª temporada)
A décima primeira temporada (a trigésima sétima temporada no total) da série de televisão britânica de ficção científica Doctor Who começou em 7 de outubro de 2018 e terminou em 9 de dezembro de 2018, consistindo em dez episódios. A temporada é a primeira a ser liderada por Chris Chibnall como escritor principal e produtor executivo, juntamente com os produtores executivos Matt Strevens e Sam Hoyle, após Steven Moffat e Brian Minchin deixarem o cargo após a décima temporada. Esta temporada é a décima primeira a ser transmitida após o revival do programa em 2005, e é a trigésima sétima temporada no total. Também marca o início da terceira era de produção da série revivida, seguindo-se a de Russell T. Davies de 2005 a 2010, e a de Moffat de 2010 a 2017. A décima primeira temporada foi televisionada aos domingos. Foi a primeira vez na história da série revivida que episódios regulares não foram televisionados aos sábados.
A temporada introduziu Jodie Whittaker como a Décima terceira Doutora, a mais recente encarnação do Doutor, um Senhor do Tempo que viaja através do tempo e do espaço em sua TARDIS, uma máquina do tempo que se assemelha a uma cabine telefônica policial britânica dos anos 1960 em seu exterior. A temporada também apresentou Bradley Walsh, Tosin Cole e Mandip Gill como os mais novos companheiros da Doutora, Graham O'Brien, Ryan Sinclair e Yasmin Khan, respectivamente. A temporada se baseia inicialmente na Décima terceira Doutora procurando sua TARDIS perdida, onde acidentalmente leva Graham, Ryan e Yasmin em suas viagens, que mais tarde desejam retornar às suas vidas normais, porém decidem continuar viajando com a Doutora. Em vez de um arco principal como as outras temporadas da série, cada episódio da temporada possui um arco diferente.
Com exceção de Chibnall, todos escritores e diretores que trabalharam na décima primeira temporada foram novos colaboradores do programa. Os dez episódios foram dirigidos por Jamie Childs, Mark Tonderai, Sallie Aprahamian e Jennifer Perrott, e escritos por Malorie Blackman, Ed Hime, Pete McTighe, Vinay Patel, Joy Wilkinson e Chris Chibnall, que escreveu cinco episódios para a série sozinho e co-escrevendo um episódio com Blackman. As filmagens para a temporada se iniciaram em novembro de 2017 e se concluíram em agosto de 2018. A temporada também inclui um episódio especial de Ano-novo em 2019, em vez do tradicional especial anual de Natal.

## Episódios
Pela primeira vez desde a sétima temporada de Doctor Who, cada episódio da temporada foi definida para ser uma história independente, sem episódios duplos.
| 277 | 1  | "The Woman Who Fell to Earth" "A Mulher que Caiu na Terra" (BR)         | Jamie Childs      | Chris Chibnall                    | 7 de outubro de 2018   | 10,96 | 83 |
| Ryan, um jovem com dispraxia, se depara com algumas luzes estranhas e interage com elas, fazendo com que uma cápsula azul apareça. Ryan chama a polícia, recebendo ajuda do policial Yasmin Khan. A avó de Ryan, Grace, seu marido, Graham, e Karl encontram-se presos a bordo de seu trem com um orbe flutuante formado de tentáculos e eletricidade. Ryan e Yasmin vão ao trem, chegando exatamente quando a Doutora cai do teto. O orbe sai após implantar todos com bombas destruidoras de DNA. Os outros e a Doutora rastreiam a cápsula até um armazém, onde encontram um alienígena humanóide. A Doutora, sem sua chave de fenda sônica, constrói outra com peças sobressalentes. O grupo intercepta o orbe, uma massa de bobinas de coleta de dados biológicos. O segundo alienígena aparece de repente, revelando-se como Tzim-Sha, um guerreiro caçandor de humanos. O grupo rastreia Karl, o alvo do alienígena. Depois de subir um guindaste, Tzim-Sha captura Karl, mas o médico ordena que Tzim-Sha o deixe. Tzim-Sha detona as bombas, mas o Doutor as transferiu para as bobinas, que foram implantadas em Tzim-Sha. Grace destrói as bobinas, mas é fatalmente ferida. A Doutora depois diz ao grupo que ela deve encontrar a TARDIS. Ela dá adeus ao grupo, mas acidentalmente teleporta todos os quatro para o vácuo do espaço sideral. |    |                                                                         |                   |                                   |                        |       |    |
| 278 | 2  | "The Ghost Monument" "O Monumento Fantasma" (BR)                        | Mark Tonderai     | Chris Chibnall                    | 14 de outubro de 2018  | 9,00  | 82 |
| A Doutora e seus novos amigos são resgatados do espaço sideral por Angstrom e Epzo, alienígenas competindo em uma corrida intergaláctica que se desenrola pelas estrelas. Apanhados em seu concurso, eles se juntam em uma jornada através de um planeta mortal para alcançar o "Monumento Fantasma" – uma caixa mística que a Doutora rapidamente reconhece como sua TARDIS. Eles logo descobrem que o planeta foi devastado por experimentos científicos letais, um campo de testes para a Stenza – a raça guerreira que eles encontraram anteriormente em Sheffield – para desenvolver novas armas. A equipe finalmente chega ao local do Monumento Fantasma e a Doutora se reúne com sua TARDIS, exibindo um novo visual. |    |                                                                         |                   |                                   |                        |       |    |
| 279 | 3  | "Rosa"                                                                  | Mark Tonderai     | Malorie Blackman e Chris Chibnall | 21 de outubro de 2018  | 8,41  | 83 |
| A tentativa da Doutora de devolver seus amigos à Sheffield dos dias de hoje dá errado quando a TARDIS pousa em Montgomery, no Alabama, em 1955. A equipe logo se encontra com a ativista dos direitos civis Rosa Parks, poucos dias antes dela se recusar a desistir de seu assento em um ônibus e desencadear um movimento histórico de direitos dos negros no sul dos Estados Unidos. No entanto, a Doutora logo percebe que alguém está se intrometendo com a história: uma supremacista branco do futuro, determinado em impedir que Rosa provocasse uma revolução. A equipe da TARDIS deve trabalhar contra o relógio para acertar a história, e logo acabarão envolvidos em um lendário momento. |    |                                                                         |                   |                                   |                        |       |    |
| 280 | 4  | "Arachnids in the UK" "Aracnídeos no Reino Unido" (BR)                  | Sallie Aprahamian | Chris Chibnall                    | 28 de outubro de 2018  | 8,22  | 83 |
| Chegando em Sheffield, a Doutora e seus amigos descobrem que aranhas gigantes estão atacando a população. Eles pedem a ajuda de uma cientista local, Jade, que os ajuda a rastrear a origem das aranhas para um hotel onde a mãe de Yaz trabalha. O grupo confronta o dono do hotel e político americano, que revela que há um depósito de produtos químicos sob o hotel. Isso infectou as aranhas, fazendo com que elas crescessem até um tamanho incomum. O grupo captura com sucesso a maioria das aranhas em um abrigo antiaéreo, mas a maior aranha, já está morrendo devido ao seu tamanho anormal. A Dotora deseja poupá-la e deixá-la morrer em paz, mas é baleada pelo dono do hotel. Mais tarde, Graham revela que não está pronto para voltar para o apartamento que ele e Grace compartilharam, e ele, Yaz e Ryan informam à Doutora que desejam continuar viajando com ela. |    |                                                                         |                   |                                   |                        |       |    |
| 281 | 5  | "The Tsuranga Conundrum" "O Enigma de Tsuranga" (BR)                    | Jennifer Perrott  | Chris Chibnall                    | 4 de novembro de 2018  | 7,76  | 79 |
| Enquanto estão saqueando um planeta alienígena, a equipe da TARDIS é ferida quando Graham descobre uma mina sônica. Quando eles recuperam a consciência, se encontram a bordo do Tsuranga, um nave médica cruzando o espaço para alcançar um espaço de resus. Mas, poucos minutos depois de sua chegada, a nave é cercada pelo P'Ting, uma criatura que causa estragos ao comer a fonte de energia do Tsuranga. Enquanto Graham e Ryan são chamados para o parto de um paciente do sexo masculino, a Doutora e Yaz reunem os pacientes da nave para parar o P'Ting. |    |                                                                         |                   |                                   |                        |       |    |
| 282 | 6  | "Demons of the Punjab" "Demônios de Punjab" (BR)                        | Jamie Childs      | Vinay Patel                       | 11 de novembro de 2018 | 7,48  | 80 |
| Depois de conversar com sua avó, Umbreen, Yaz fica curiosa sobre seu falecido avô muçulmano. O grupo chega ao Punjab em 14 de agosto de 1947, um dia antes da partição da Índia. A Doutora tem visões de dois alienígenas e os encontra com o corpo morto de um sadhu, Bhakti. Junto com Prem, que viu os "demônios" durante a Batalha de Singapura, ela assume que eles mataram Bhakti e os reconhecem como Thijarian, uma raça de assassinos. Depois que a Doutora é teleportada de volta à navie enquanto os outros se preparam para o casamento, ela descobre que os Thijarians são os últimos do sua espécie, atuando como testemunhas daqueles que morrem sozinhos, e mostram a ela que Bhakti foi assassinado pelo irmão de Manish, um nacionalista hindu que se opõe ao casamento. Após o casamento, a Doutora aborda Manish pelo crime, que chama alguns colegas armados. A Doutora e seus amigos ajudam a Umbreen a escapar, enquanto Prem permanece para comversar com Manish. Um dos nacionalistas assassina Prem, com os viajantes voltando ao presente. |    |                                                                         |                   |                                   |                        |       |    |
| 283 | 7  | "Kerblam!"                                                              | Jennifer Perrott  | Pete McTighe                      | 18 de novembro de 2018 | 7,46  | 81 |
| O grupo viaja ao Kerblam!, um serviço de compras on-line em toda a galáxia que consiste em armazéns automatizados e uma força de trabalho robótica. Como novos funcionários, o grupo tenta descobrir quem lhes enviou um pedido de ajuda. Eles aprendem com seus novos colegas – Dan na entrega, Kira no despacho e Charlie na manutenção – que a equipe está desaparecendo. Quando Dan desaparece, a Doutoea suspeita que algo está errado com a inteligência artificial da empresa. Quando Kira é sequestrada, a Doutora a acompanha e ela encontra os restos da força de trabalho desaparecida e um exército de robôs. Com um modelo inicial, ela descobre que a IA pediu ajuda diretamente. Yasmin, Ryan e Charlie testemunham Kira morrer ao estourar um plástico-bolha, e a Doutora descobre que alguém armou o material. Charlie, o culpado, usou a equipe como cobaias, pretendendo usar o plástico bolha nos clientes da empresa, sabendo que a culpa seria atribuída à automação e à falta de diligência humana, seu motivo para impedir a automação de tornar as forças de trabalho humanas redundantes. A Doutora reprograma os robôs para entregar a si mesmos, e o tudo é destruído. Maddox e Slade comprometem-se a reconstruir a Kerblam! com uma força de trabalho principalmente humana.                                                 |    |                                                                         |                   |                                   |                        |       |    |
| 284 | 8  | "The Witchfinders" "Os Caçadores de Bruxas" (BR)                        | Sallie Aprahamian | Joy Wilkinson                     | 25 de novembro de 2018 | 7,21  | 81 |
| O grupo chega em Lancashire de 1612, pousando perto de Pendle Hill. Eles observam Becka Savage julgando sua avó como uma bruxa. Para evitar novos julgamentos, a Doutora informa a Savage que ela é a Caçadora Oficial, apenas para ser saudado pelo rei Jaime I, que é paranoico e obcecado por bruxas. Yasmin se encontra com a prima de Savage, Willa, e a protege quando um tentáculo as ataca. A Doutora descobre que as vítimas do julgamento foram possuídas por uma entidade alienígena, e acredita que Savage está escondendo alguma coisa. Depois de julgar a Doutora como uma bruxa, Savage ordena que ela seja mergulhada, mas ela sobrevive. Savage revela que ela foi infligida enquanto derrubava uma árvore na colina. As vítimas do julgamento chegam e a possuem; Savage agora se identifica como a rainha Morax. A Doutora descobre que Savage danificou uma cadeia de alta tecnologia na Colina, na qual os Morax estavam aprisionados. Desxobrindo que eles pretendem que seu rei possua Jaime, a Doutora usa a árvore que Savage tomou para combatê-los. O grupo resgata Jaime e restabelece a prisão, aprisionando o Morax. Jaime declara que todos os registros do evento serão apagados, e ele e Willa assistem o grupo sair da TARDIS.                                                                                           |    |                                                                         |                   |                                   |                        |       |    |
| 285 | 9  | "It Takes You Away" "Abandonada" (BR)                                   | Jamie Childs      | Ed Hime                           | 2 de dezembro de 2018  | 6,42  | 80 |
| O grupo chega na Noruega. Conhecendo a adolescente cega Hanne, eles descobrem que ela e seu pai Erik se mudaram após a morte de sua mãe Trine, e que seu pai está desaparecido. Eles descobrem um espelho sem reflexos; o espelho é um portal. A Doutora, Graham e Yasmin entram, enquanto Ryan fica para trás. Hanne o derruba e os segue, forçando Ryan a segui-lo. O grupo se encontra na Antezona, um espaço entre os universos para evitar danos catastróficos, que eles rapidamente escapam ao entrar em outro portal. Eles se encontram em uma cabana dentro de um universo paralelo, e encontram Erik conversando com Trine, e Graham encontra Grace. A Doutora deduz que eles encontraram o Solitrato, um universo sensível incompatível com o real. Quando Hanne chega e reconhece que Trine não é real, a Doutora convence o Solitrato a libertá-los. A Doutora oferece ao Solitrato sua experiência de viajar pelo universo, deixando ela em um espaço branco junto com um sapo falante, uma forma do Solitrato. Ela explica que não pode ficar, e faz o caminho de volta através da Antezona antes do portal entrar em colapso. Erik retorna a Oslo com Hanne, enquanto Ryan se liga a Graham. |    |                                                                         |                   |                                   |                        |       |    |
| 286 | 10 | "The Battle of Ranskoor Av Kolos" "A Batalha de Ranskoor Av Kolos" (BR) | Jamie Childs      | Chris Chibnall                    | 9 de dezembro de 2018  | 6,65  | 79 |
| A TARDIS pousa em Ranskoor Av Kolos, um planeta com um campo psíquico que altera a percepção da realidade; A Doutora fornece a seus companheiros neutralizadores. Eles se deparam com um piloto amnésico, Paltraki. Paltraki recebe um sinal de vídeo de uma mulher, Andinio, e Tzim-Sha, que avisa Paltraki para trazer um item, uma pedra flutuando em uma casca protetora, em troca de sua tripulação. Graham e Ryan procuram a tripulação, enquanto a Doutora, Yasmin e Paltraki procuram Tzim-Sha. Eles encontram Andinio, que os leva para Tzim-Sha e Delph; Andinio e Delph são os Ux, uma raça telecinética. Tzim-Sha ficou preso em Ranskoor e os Ux o considera seu "criador"; ele os fez encolher planetas a pequenos objetos: o item da nave de Paltraki. Yasmin e Paltraki descobrem quatro planetas semelhantes, enquanto Tzim-Sha começa o mesmo com a Terra. A Doutora convence os Ux a parar o processo e ajudá-la a devolver os planetas. Graham e Ryan encontram a tripulação em câmaras de estase, Ryan lidera a tripulação em segurança, e eles guardam Tzim-Sha em uma câmara de estase. A Doutora, os Ux e a equipe de Paltraki trabalham juntos para devolver os planetas. |    |                                                                         |                   |                                   |                        |       |    |
| Especial |    |                                                                         |                   |                                   |                        |       |    |
| 287 | –  | "Resolution" "Resolução" (BR)                                           | Wayne Yip         | Chris Chibnall                    | 1 de janeiro de 2019   | 7,13  | 80 |
| Durante o Ano-novo de 2019, em Sheffield, os arqueólogos Lin e Mitch involuntariamente revivem um ser inteligente mortal que foi separado em três partes e está dormente na Terra desde o século IX. A Doutora é alertada sobre a presença de uma criatura estranha em Sheffield e pousa a TARDIS na escavação de Lin e Mitch. A Doutora pega uma amostra da gosma deixada pela criatura, enquanto a criatura parecida com uma lula está presa nas costas da Lin. Na casa do Graham e Ryan, o pai do Ryan, Aaron, retorna. Ryan concorda em conversar com ele, enquanto a Doutora descobre que a criatura que ela enfrenta é um Dalek. Controlando Lin, o Dalek rouba uma arma pertencente à sua raça de uma base de arquivos e constrói uma armadura Dalek improvisada com sucatas de metal e de restos de outras armaduras Daleks. A Doutora e seus amigos encontram Lin, livre do controle do Dalek, e a Doutora confronta a criatura agora com sua armadura. O Dalek voa e tenta convocar uma frota de batalha Dalek, mas a Doutora segue a criatura e derrete sua armadura com a ajuda do forno de microondas de Aaron. A criatura novamente exposta se prende às costas do Aaron e o controla, tentando forçar a Doutora a levá-lo para Skaro, mas ela o engana e o libera em uma supernova.                                                         |    |                                                                         |                   |                                   |                        |       |    |

## Elenco

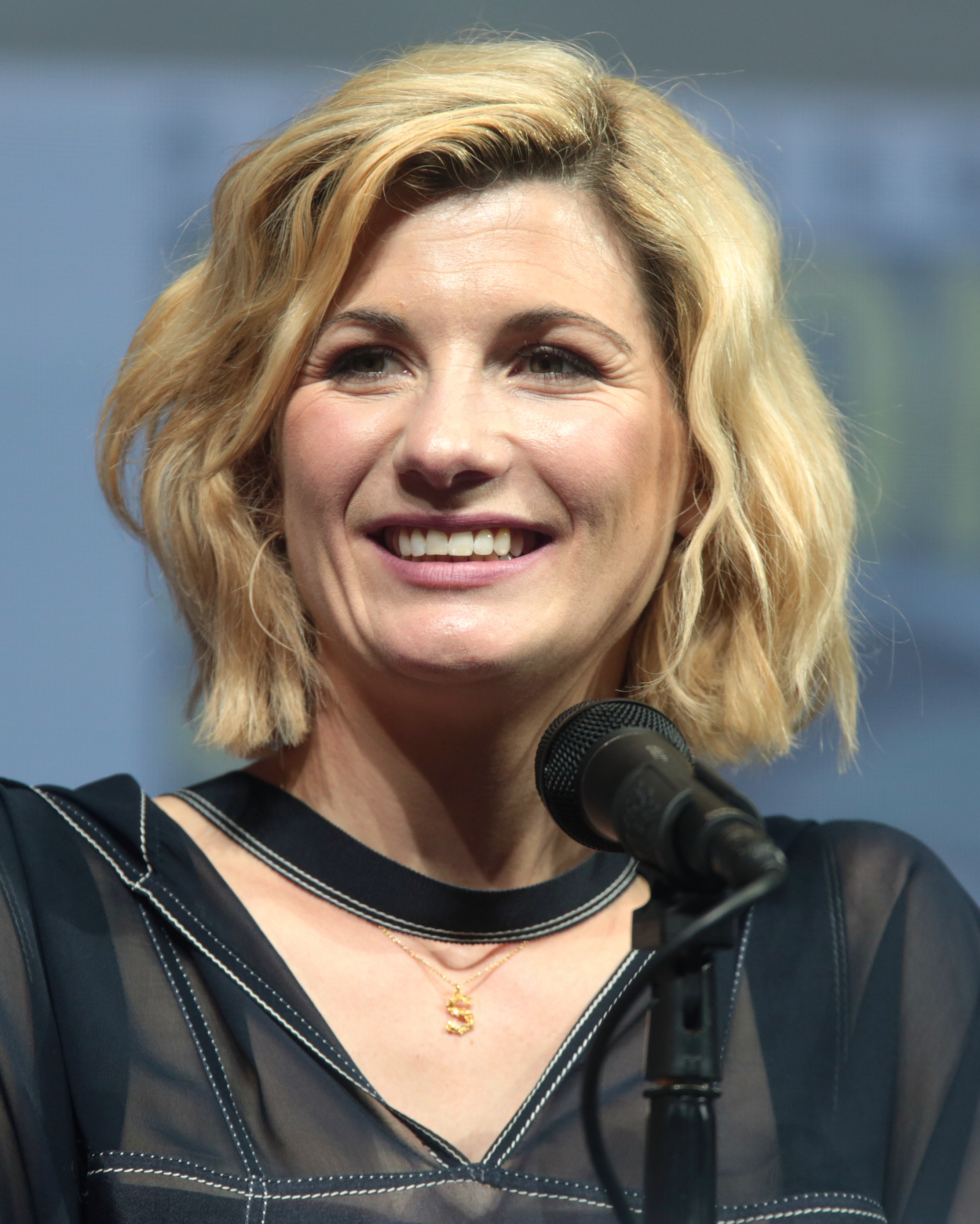
Whittaker na San Diego Comic-Con de 2018, onde ela divulgou sua primeira temporada completa.

A série apresentou Jodie Whittaker como a Décima terceira Doutora. Seu antecessor, Peter Capaldi, deixou o papel como Décimo segundo Doutor após a décima temporada, tendo desempenhado o papel por três temporadas. Sua última aparição foi no especial de Natal de 2017, "Twice Upon a Time". Moffat afirmou em fevereiro de 2017 que Chibnall tentou persuadir o ator a continuar na décima primeira temporada, mas apesar disso, Capaldi ainda decidiu partir.

Vamos definir o papel da maneira tradicional: escrevendo o roteiro, depois encontrando a melhor pessoa para essa parte nesse roteiro. Você não pode sair e lançar uma ideia abstrata... As possibilidades criativas são infinitas, mas tenho uma noção muito clara do que vamos fazer, sem sequer saber quem vai desempenhar o papel.

A busca pelo ator para interpretar a décima terceira encarnação, liderado por Chibnall, começou mais tarde em 2017, depois que ele completou o trabalho na terceira temporada da série da ITV Broadchurch, para o qual ele também é o escritor principal e produtor executivo. Chibnall teve a palavra final sobre o ator, embora a decisão também envolvesse Charlotte Moore e Piers Wenger, diretora de conteúdo e diretor de drama da BBC, respectivamente. Reportagens da mídia e agenciadores de apostas especularam sobre quem substituiria Capaldi como o Décimo terceiro Doutor, com Ben Whishaw e Kris Marshall entre as previsões mais populares.  Em 16 de julho de 2017, foi anunciado após a final do campeonato masculino de Wimbledon de 2017 que Whittaker interpretaria a décima terceira encarnação do Doutor.
Depois que Michelle Gomez reprisou seu papel de Missy na décima temporada, ela afirmou em maio de 2017 que seria sua última temporada no papel, e ela não voltaria para a décima primeira temporada ou além. Após a conclusão da décima temporada, foi confirmado que nenhum dos companheiros daquela temporada estaria reprisando seus papéis na décima primeira temporada; Matt Lucas deixou seu papel como Nardole após o final da décima série, e Pearl Mackie declarou no San Diego Comic-Con de 2017 que ela não voltaria como Bill Potts após o especial de Natal de 2017, "Twice Upon a Time". Consequentemente, essa temporada introduziu um novo conjunto de companheiros, incluindo Bradley Walsh, Tosin Cole e Mandip Gill como Graham O'Brien, Ryan Sinclair e Yasmin Khan, respectivamente. Walsh era o favorito para o papel desde que os rumores de sua escalação começaram em agosto de 2017. A atriz Sharon D. Clarke também tem um papel recorrente na temporada, como a esposa de Graham.
Em 8 de março de 2018, Alan Cumming anunciou que ele havia sido escalado como rei Jaime I em um episódio da temporada. Em 25 de março, o comediante Lee Mack afirmou que faria uma breve aparição em um episódio. Shaun Dooley também aparecere na temporada. Após a transmissão do primeiro episódio, foi confirmado uma lista de convidados especiais que irão aparecer na temporada: Mark Addy, Julie Hesmondhalgh, Shane Zaza, Shobna Gulati, Brett Goldstein, Josh Bowman, Siobhan Finneran, Lois Chimimba, Susan Lynch, Hamza Jeetooa, Art Malik, Suzanne Packer, Vinette Robinson, Amita Suman, Ben Bailey Smith, Phyllis Logan, e Chris Noth.

## Produção

### Roteiro e desenvolvimento
Em abril de 2015, Steven Moffat confirmou que Doctor Who iria continuar por pelo menos mais cinco anos, estendendo o programa até 2020. Foi anunciado em janeiro de 2016 que a décima temporada seria a temporada final de Moffat como produtor executivo e escritor principal, após sete anos como showrunner, para o qual ele foi substituído no papel por Chris Chibnall em 2018. Matt Strevens atuou como produtor executivo ao lado de Chibnall, assim como Sam Hoyle. Com a saída de Moffat do papel de escritor principal, ele também declarou em fevereiro de 2017 que não planejava escrever para a décima primeira série.
A temporada é composta por 10 episódios, sendo mais curta em comparação com os 12 e 13 episódios que compuseram as dez temporadas anteriores da era revivida. Os episódios tem uma duração média de 50 minutos cada, com a estreia a decorrer durante 65 minutos. Chibnall declarou na San Diego Comic-Con de 2018 que cada episódio da temporada seria uma história independente, sem episódios múltiplos. Chibnall também afirmou que a temporada não apresentaria os Daleks.
Em julho de 2018, foi anunciado que a equipe de roteiristas da décima primeira temporada incluiria pessoas negras e pertencentes a minorias étnicas pela primeira vez na história do programa, incluindo duas mulheres e três homens contribuindo como escritores convidados, enquanto a temporada como um todo apresentaria uma divisão igual entre diretores do sexo feminino e masculino. Os editores da décima primeira série consistem principalmente de mulheres. Chibnall e Strevens afirmaram que era uma prioridade ter uma equipe de produção diversificada.
Jamie Childs dirigiu o primeiro e o sétimo episódio da temporada no bloco de produção de abertura, tendo dirigido o vídeo de introdução de Whittaker como o Décima terceira Doutora. Sallie Aprahamian dirigiu o terceiro bloco de filmagem, consistindo de dois episódios. Os escritores e diretores do programa foram oficialmente anunciados em uma edição da revista Doctor Who Mazazine em agosto de 2018. Malorie Blackman, Ed Hime, Pete McTighe, Vinay Patel e Joy Wilkinson contribuíram com roteiros para a temporada.

### Filmagens
A pré-produção da décima primeira temporada começou no final de outubro de 2017. As filmagens começaram oficialmente em novembro de 2017, e foram concluídas em 3 de agosto de 2018 para a estreia em 7 de outubro de 2018. A décima primeira temporada foi transmitida aos domingos. Foi a primeira vez na história da série revivida que episódios regulares não foram transmitidos aos sábados.
A décima primeira temporada foi filmada usando lentes anamórficas Cooke e Angénieux pela primeira vez na história da série, uma decisão criativa feita para tornar o programa mais cinematográfico. Onze episódios foram filmados para a série, que inclui os dez regulares e um episódio especial de Ano-Novo.
O Conjunto Habitacional Park Hill, em Sheffield, foi um dos locais da temporada. Filmagens externas para o segundo episódio, The Ghost Monument, foram feitas na África do Sul, sendo a primeira vez que Doctor Who foi gravado no país. No mesmo bloco de produção, o terceiro episódio, Rosa, foi gravado na Cidade do Cabo, também na África do Sul. A diretora australiana Jennifer Perrott viajou da Austrália ao Reino Unido para gravar o quinto, The Tsuranga Conundrum, e sétimo episódio, Kerblam!. O sexto episódio, Demons of the Punjab, foi filmado em Granada, na Espanha.
Os blocos de produção são dispostos como se segue:
| Bloco | Episódio                                                | Diretor(a)        | Escritor(a)                                      | Produtor(a)  | Ref(s)        |
| ----- | ------------------------------------------------------- | ----------------- | ------------------------------------------------ | ------------ | ------------- |
| 1     | "The Woman Who Fell to Earth" It Takes You Away"        | Jamie Childs      | Chris Chibnall Ed Hime                           | Nikki Wilson | [ 39 ]        |
| 2     | "The Ghost Monument" Rosa"                              | Mark Tonderai     | Chris Chibnall Malorie Blackman e Chris Chibnall | Nikki Wilson | [ 60 ]        |
| 3     | "Arachnids in the UK" The Witchfinders"                 | Sallie Aprahamian | Chris Chibnall Joy Wilkinson                     | Alex Mercer  | [ 46 ] [ 47 ] |
| 4     | "The Tsuranga Conundrum" Kerblam!"                      | Jennifer Perrott  | Chris Chibnall Pete McTighe                      | Nikki Wilson | [ 61 ]        |
| 5     | "Demons of the Punjab" The Battle of Ranskoor Av Kolos" | Jamie Childs      | Vinay Patel Chris Chibnall                       | Alex Mercer  | [ 62 ]        |
| X     | "Resolution"                                            | Wayne Yip         | Chris Chibnall                                   | Nikki Wilson | [ 63 ] [ 53 ] |

### Mudanças dedesign
Um novo logotipo foi revelado na amostra da BBC Worldwide em 20 de fevereiro de 2018. Este logotipo foi criado pela agência de criação Little Hawk, que também criou uma insígnia estilizada da palavra "who" dentro de um círculo com uma linha de interseção. Os efeitos visuais estão foram feitos pela empresa britânica DNEG. A nova abertura da série não foi utilizada no primeiro episódio, "The Woman Who Fell to Earth", somente sendo utilizada a partir do segundo episódio, "The Ghost Monument".

### Música
Murray Gold anunciou em fevereiro de 2018 que deixaria o cargo de compositor da série, tendo atuado como diretor musical desde 2005, e que ele não estaria compondo a música para a décima primeira temporada. Em 26 de junho de 2018, o produtor Chris Chibnall anunciou que a partitura musical da décima primeira temporada seria fornecida pelo ex-aluno do Royal Birmingham Conservatoire, Segun Akinola.

## Lançamento

### Promoção
O primeiro teaser da série foi lançado durante a final da Copa do Mundo FIFA de 2018, em 15 de julho de 2018, quase exatamente um ano após o anúncio de Whitaker como a Décima terceira Doutora. Whittaker, Gill, Cole, Chibnall e Strevens promoveram a série em um painel no San Diego Comic-Con em 19 de julho de 2018, onde o primeiro trailer foi lançado. O segundo trailer da temporada foi lançado em 20 de setembro de 2018. A pré-estreia da nova temporada, feita como um evento de tapete vermelho para o primeiro episódio e a décima primeira temporada, foi feita em The Moor, em Sheffield, no dia 24 de setembro de 2018.

### Especial doChildren in Need
Em 7 de agosto de 2018, foi relatado que uma esquete havia sido gravada pelo elenco e equipe de Doctor Who para o Children in Need de 2018. A esquete foi lançada durante o Children in Need em 16 de novembro de 2018, intitulada de Anna's Doctor Who Surprise. Anna Mark, uma criança de 9 anos que sofre de fibrose cística, e seu irmão Alex visitaram o set de gravações da série e a TARDIS, em Cardiff, conhecendo Gill, Cole, Walsh e Whittaker durante o tour.

## Transmissão e recepção

### Recepção crítica
A décima primeira temporada de Doctor Who recebeu críticas positivas. A temporada detém uma classificação de 93% de aprovação no site Rotten Tomatoes, com pontuação média de 7,35 / 10, com base em 38 avaliações. O consenso do site diz: "Carregado pela energia e encanto ilimitados de Jodie Whittaker, a mais recente regeneração de Doctor Who consegue se sentir renovada em seu mandato de 55 anos." No Metacritic, a temporada possui uma pontuação média ponderada de 78 em 100 com base em dez avaliações, indicando "avaliações favoráveis".
Kaitlin Thomas elogiou a "paixão e o fogo" de Jodie Whittaker, mas sentiu que a série está fracassando nos companheiros; "não fez muito para desenvolvê-los" e "depois de quatro episódios, eles ainda são os mesmos personagens que estavam no começo".
| - 11.ª temporada (2018): Porcentagem de avaliações positivas rastreadas pelo site Rotten Tomatoes | |
|                                                                                                   | Esta página contém um gráfico que utiliza a extensão <graph>. A extensão está temporariamente indisponível e será reativada quando possível. Para mais informações, consulte o ticket T334940. |

### Lançamentos em DVD eBlu-ray

#### Lançamentos individuais
| Temporada | Títulos                                  | Número e duração dos episódios | Lançamento Região 2/B         | Lançamento Região 4/B        | Lançamento Região 1/A         |
| --------- | ---------------------------------------- | ------------------------------ | ----------------------------- | ---------------------------- | ----------------------------- |
| 11        | Doctor Who: The Complete Eleventh Series | 9 × 50 min. 1 × 65 min.        | 14 de janeiro de 2019 (D,B)   | 6 de fevereiro de 2019 (D,B) | 29 de janeiro de 2019 (D,B)   |
| 11        | Doctor Who: "Resolution"                 | 1 × 60 min.                    | 18 de fevereiro de 2019 (D,B) | 6 de março de 2019 (D,B)     | 19 de fevereiro de 2019 (D,B) |

#### Temporada completa
| Doctor Who: The Complete Eleventh Series                                                                                           | | | | | |
| Detalhes do DVD | Detalhes do DVD | Detalhes do DVD | Características Especiais | Características Especiais | Características Especiais |
| - 10 episódios - 4 conjuntos de discos (Regiões 2 e 4) 3 conjuntos de discos (Região 1) - Proporção da tela 2:1 - Legendas: Inglês | - 10 episódios - 4 conjuntos de discos (Regiões 2 e 4) 3 conjuntos de discos (Região 1) - Proporção da tela 2:1 - Legendas: Inglês | - 10 episódios - 4 conjuntos de discos (Regiões 2 e 4) 3 conjuntos de discos (Região 1) - Proporção da tela 2:1 - Legendas: Inglês | - 4 Comentários em áudio - 10 Olhares mais atentos - Diário do elenco - 6 apresentações dos bastidores ("Becoming the Doctor", "Regenerating Doctor Who, "Directing Doctor Who", "Friends of the Doctor", "Everything You Need to Know about the New TARDIS", "Making the Theme Tune") | - 4 Comentários em áudio - 10 Olhares mais atentos - Diário do elenco - 6 apresentações dos bastidores ("Becoming the Doctor", "Regenerating Doctor Who, "Directing Doctor Who", "Friends of the Doctor", "Everything You Need to Know about the New TARDIS", "Making the Theme Tune") | - 4 Comentários em áudio - 10 Olhares mais atentos - Diário do elenco - 6 apresentações dos bastidores ("Becoming the Doctor", "Regenerating Doctor Who, "Directing Doctor Who", "Friends of the Doctor", "Everything You Need to Know about the New TARDIS", "Making the Theme Tune") |
| Datas de lançamento | | | | | |
| Região 1 | Região 1 | Região 2 | Região 2 | Região 4 | Região 4 |
| 29 de janeiro de 2019 | 29 de janeiro de 2019 | 14 de janeiro de 2019 | 14 de janeiro de 2019 | 6 de fevereiro de 2019 | 6 de fevereiro de 2019 |
| Datas de lançamento em BluRay | | | | | |
| Região A | Região A | Região A | Região B | Região B | Região B |
| 29 de janeiro de 2019 | 29 de janeiro de 2019 | 29 de janeiro de 2019 | 14 de janeiro de 2019 | 14 de janeiro de 2019 | 14 de janeiro de 2019 |